# تفجيرات بغداد 25 يناير 2010
تفجيرات بغداد 25 يناير 2010 هي سلسلة من الهجمات التي استهدفت العاصمة العراقية، بغداد، حيث انفجرت ثلاث سيارات مفخخة يقودها انتحاريون في وسط العاصمة. وأسفرت التفجيرات عن مقتل ما لا يقل عن 37 شخصًا وإصابة 71 آخرين.

## الهجوم
وقع الانفجار الأول بالقرب من فندق فلسطين وفندق الشيراتون في منطقة أبو نؤاس حوالي الساعة 3:30 مساءً (12:30 بتوقيت غرينتش). أما الانفجاران الثاني والثالث، فقد استهدفا بعد دقائق قليلة فندق بابل في منطقة الكرادة وسط بغداد وفندق الحمراء في منطقة الجادرية جنوب العاصمة.

## المنفذون
في 27 يناير 2010، أعلن تنظيم الدولة الإسلامية في العراق مسؤوليته عن الهجوم.